# (5362) 1978 CH
(5362) 1978 CH là một tiểu hành tinh vành đai chính. Nó được phát hiện bởi James B. Gibson ở Đài thiên văn Palomar ở Quận San Diego, California, ngày 2 tháng 2 năm 1978.